# エキサイトバイク
『エキサイトバイク』（EXCITEBIKE）は、1984年11月30日に任天堂より発売された、モトクロスを題材にしたバイクレースゲームである。

## 概要
ファミリーコンピュータ対応のROMカセットで発売され、後に『VS.エキサイトバイク』としてアーケードゲームやディスクシステムで発売された。「ファミコンミニ」シリーズのひとつとしてゲームボーイアドバンスに移植されたほか、北米ではカードeでも発売され、2007年3月13日からWiiのバーチャルコンソールで配信されている。2011年6月7日からはニンテンドー3DS移植版が「3Dクラシックス」としてダウンロード配信開始。2013年4月27日からWii Uのバーチャルコンソールで配信されている。ゲーム機以外では、ハドソンがパソコンへ移植販売を行っていた。ファミコン向けカセットとしては、ほかの多くのカセットが4500円で販売される中、定価5500円と少し高めに設定されていた。

## ゲーム内容

### システム
FC版では5つの中から、『VS.』は3つの中から1つのコースを選んでチャレンジレースに挑戦する。このチャレンジレースで規定タイムをクリアできるとエキサイトバイク本戦に出場できる。エキサイトバイク本戦で規定タイムをクリアすると、FC版では次のコースの本戦に、『VS.』では次のコースのチャレンジレースに出場する事になる。FC版では5面本戦をクリアすると、ゲームオーバーになるまで何度でも5面本戦を走行する事が出来る。回数はタイムの下にT= 1等と表示される。
ソロプレイのモードとCPU3台が併走するモードがあり、後者ではマシンが接触した時は後ろのマシンが転倒する。『VS.』では、ソロプレイはチャレンジレースのみ、CPU併走は本戦のみである。
規定タイムは、FC版では3位のタイム、『VS.』では5位のタイムだが、後者はCPUマシンの順位は影響しない。
プレイヤーの乗るバイク（モトクロッサー）には2種類のアクセルがあり、A/Bボタンでこの2つを使い分ける。Bボタンはターボで、急発進ができて加速率が高く、最速に達する時間が短い。ただし、画面中央部の温度計が限界まで上昇していく。この温度計が真っ赤になるとオーバーヒートとなり一時停車しなければならず、大幅にタイムロスとなる。Aボタンのアクセルは加速率が低く、最速に達する時間が長い。ただし、温度計は2/3ほどで安定し、それ以上になっていた場合は徐々に温度が下がる。温度計の温度は、クールパッドの上を通過すれば一気に下がる。
プレイヤーのバイクは、平地や坂と平行に傾いていないと着地時に転倒する。転倒した場合は、A/Bボタンを連射する事により、タイムロスを短縮する事ができる。バイクの空中での傾きは跳ぶ距離や高さにも影響するが、その事と着地を上手くコントロールして効率よく障害をクリアする事が必要である。前輪を上げてウィリー走行しないと転倒するフェンスや、通過するとスピードダウンするぬかるみもある。

### デザインモード
本作ではプレイヤーが任意にコースを作ってプレイすることもできる（このモードは周回数は9周まで設定できるがFC版では1レースで、『VS.』では設定した勝利数で終了）。当時としてはこのデザインモードは画期的な物であった。
ここでは以下の全19種類の障害物を組み合わせてコースを作成する事ができる。また、ファミコン本体にファミリーベーシックとデータレコーダを接続したり、アスキースティックIIターボのカセットインターフェースを使用すれば、作成したコースをカセットテープに保存する事もできた。バーチャルコンソール版と『VS.』は周辺機器なしで、また『VS.』では4つのコースを保存が可能で、他のディスクカードにあるコースをコピーするという事も出来る。3DS版は下画面にパーツが表示される。
- ジャンプ台 - 4レーン全域に、高さや傾斜の異なる7種類のジャンプ台を設置する。
- スーパージャンプ台 - 1～2レーンに設置する。飛距離が伸びる。
- ギャップ - 1～2レーンもしくは3～4レーンに小さな出っ張りを置く。ウィリーしていないと転倒する。
- ぬかるみ - 奇数レーンもしくは偶数レーンに配置。上を通るとスピードが落ちる。
- クールゾーン - 1レーンもしくは4レーンに設置。上を通ると温度ゲージが初期状態に戻る。
- 草地 - 1～2レーンもしくは3～4レーンに長い草地、もしくは全レーンに短い草地。どちらの場合も、入っている間スピードが落ちる。
- 複合障害 - 全レーンの2段ジャンプ台と、全レーンの高いジャンプ台に1～2レーンのみ頂点からコースが伸びているもの。
- 平地 - 『VS.』のみ。全レーンの直線を、1、2、4、8の単位で伸ばす事ができる。

## 移植版
| No. | タイトル                                                                                          | 発売日                                    | 対応機種                                          | 開発元             | 発売元                 | メディア                                      | 型式                                   | 売上本数                     | 備考                              |
| --- | ------------------------------------------------------------------------------------------------- | ----------------------------------------- | ------------------------------------------------- | ------------------ | ---------------------- | --------------------------------------------- | -------------------------------------- | ---------------------------- | --------------------------------- |
| 1   | VS.エキサイトバイク                                                                               | 1984年12月7日 1985年                      | アーケード                                        | 任天堂             | 任天堂レジャーシステム | 業務用基板                                    | -                                      | -                            | 任天堂VSシステム対応              |
| 2   | エキサイトバイク                                                                                  | 1985年10月                                | PC-8001mk2SR PC-8801/SR X1                        | ハドソン           | ハドソン               | 5.25インチ2Dフロッピーディスク カセットテープ | -                                      | -                            | PC-8801版は背景の使用色数が少ない |
| 3   | エキサイトバイク                                                                                  | 1985年                                    | MZ-2500                                           | ハドソン           | ハドソン               | 3.5インチ2DDフロッピーディスク                | -                                      | -                            |                                   |
| 4   | VS.エキサイトバイク                                                                               | 1988年12月9日                             | ディスクシステム                                  | パックスソフトニカ | 任天堂                 | ディスクカード両面                            | FMC-EBD                                | 販売：5万本 書き換え：11万回 |                                   |
| 5   | カードe Excite Bike-e                                                                             | 2002年9月16日                             | ゲームボーイアドバンス                            | 任天堂             | 任天堂                 | カード                                        | -                                      | -                            |                                   |
| 6   | どうぶつの森e+                                                                                    | 2003年6月27日                             | ゲームキューブ                                    | 任天堂             | 任天堂                 | 8cm光ディスク                                 | -                                      | -                            | ミニゲームとして収録              |
| 7   | ファミコンミニ 04 エキサイトバイク Classic NES Series Excite Bike NES Classics Series Excite Bike | 2004年2月14日 2004年6月7日 2004年6月9日   | ゲームボーイアドバンス                            | 任天堂開発第一部   | 任天堂                 | ロムカセット                                  | AGB-FEBJ-JPN AGB-FEBE-USA AGB-FEBP-EUR | -                            | ファミリーコンピュータ版の移植    |
| 8   | エキサイトバイク                                                                                  | 2007年2月16日 2007年3月13日 2007年3月19日 | Wii                                               | 任天堂             | 任天堂                 | ダウンロード （バーチャルコンソール）         | -                                      | -                            | ファミリーコンピュータ版の移植    |
| 9   | 3Dクラシックス エキサイトバイク                                                                   | 2011年6月6日 2011年6月7日                 | ニンテンドー3DS                                   | アリカ             | 任天堂                 | ダウンロード                                  | -                                      | -                            |                                   |
| 10  | エキサイトバイク                                                                                  | 2013年4月26日 2013年4月27日               | Wii U                                             | 任天堂             | 任天堂                 | ダウンロード （バーチャルコンソール）         | -                                      | -                            | ファミリーコンピュータ版の移植    |
| 11  | VS.エキサイトバイク                                                                               | 2015年8月31日 2015年9月16日               | Wii U                                             | パックスソフトニカ | 任天堂                 | ダウンロード （バーチャルコンソール）         | -                                      | -                            | ディスクシステム版の移植          |
| 12  | エキサイトバイク                                                                                  | 2016年11月10日 2016年11月11日             | ニンテンドークラシックミニ ファミリーコンピュータ | 任天堂             | 任天堂                 | 内蔵ゲーム                                    | -                                      | -                            | ファミリーコンピュータ版の移植    |
| 13  | エキサイトバイク                                                                                  | 2018年9月19日                             | Nintendo Switch                                   | 任天堂             | 任天堂                 | ファミリーコンピュータ Nintendo Switch Online | -                                      | -                            | ファミリーコンピュータ版の移植    |
| 14  | エキサイトバイク                                                                                  | 2018年9月21日                             | Nintendo Switch                                   | 任天堂             | ハムスター             | ダウンロード （アーケードアーカイブス）       | -                                      | -                            | アーケード版の移植                |
| 15  | VS.エキサイトバイク                                                                               | 2019年5月15日                             | Nintendo Switch                                   | 任天堂             | 任天堂                 | ファミリーコンピュータ Nintendo Switch Online | -                                      | -                            | ディスクシステム版の移植          |

### VS.エキサイトバイク
追加要素
- 得点、残機の概念が追加されており、10万点で1UP。それ以降は95万点まで、5万点ごとに1UPする（標準設定の場合）。
- 各ステージのベストタイムが上位5位まで記録される。また、業務用ではハイスコアが上位10位まで記録される。
- なお、業務用は電源を切ると記録が消えてしまうが、ディスク版はディスクカードに保存が出来る。
- 7面到達するまで3面クリアするごとに、ジャンプ台でトラックを飛び越えるボーナスステージが行われる。トラック1台につき100点、パーフェクトで1万点。
- 7面本戦をクリアすると、ゲームオーバーになるまで何度でも7面本戦を走行する事が出来る。

## スタッフ
- エグゼクティブ・プロデューサー：山内溥
- プロデューサー：宮本茂
- ディレクター：宮本茂
- プログラマー：中郷俊彦
- グラフィック・デザイナー： 前田実、手塚卓志
- ミュージック・コンポーザー：中塚章人（ロムカセット版）、岡素世（ディスクシステム版）
- ミュージック・プログラマー：兼岡行男

## 評価
ファミリーコンピュータ版
- ゲーム誌『ファミリーコンピュータMagazine』の1991年5月10日号特別付録の「ファミコンロムカセット オールカタログ」では、「変化にとんだコースをモトクロスバイクに乗り、オーバーヒートしないように障害をこえ、ゴールを目指すというシンプルなレーシングゲーム」と紹介されている[1]。

- ゲーム誌『ユーゲー』では、「よけいなリアルさは追及せず、ジャンプという要素に焦点を絞ったゲームデザインが光っている」と評している[29]。

- ゲーム誌『CONTINUE』では、「目に見えてわかるターボ機能の快感と限界。このせめぎ合いこそが『エキサイトバイク』のキモだろう」と評している[30]。

ディスクシステム版
ゲーム誌『ファミコン通信』のクロスレビューでは合計29点（満40点）『ファミリーコンピュータMagazine』の読者投票による「ゲーム通信簿」での評価は以下の通り15.91点（満25点）となっている。また、同雑誌1991年5月24日号特別付録の「ファミコンディスクカード オールカタログ」では「業務用のように美しくデザインされたコースに、新しくBGMもついたのがウレシイ」、「各コースは、業務用と同じで、ボーナスコースもちゃんと入っているのには感動」、「2人ゲームのバトルは、業務用と違って、1画面の中を上下2段に分けて表示されるけど、それほど違和感なくプレイできる」、「カセット版では、コースをエディットしても、電源を切ればおしまいだったが、このディスク版では、セーブできるようになったのがうれしい」と紹介されている。
| 項目 | キャラクタ | 音楽 | 操作性 | 熱中度 | お買得度 | オリジナリティ | 総合  |
| 得点 | 3.12       | 2.93 | 3.53   | 3.34   | -        | 2.99           | 15.91 |

## 備考
- ファミコンミニ・ニンテンドー3DS版では、最高速タイムとデザインモードで製作したコースをセーブする事ができる。
- 一定以上のスピードが出ている時にジャンプすると、画面上部を突き抜けて画面下部からプレイヤーが出てくる一種のバグがある。
- 4種類のタイトルBGMが存在する。

## 続編
- エキサイトバイク ぶんぶんマリオバトル（1997年5月11日） - スーパーファミコンサテラビューのサウンドリンクゲームとして配信。ゲームシステムは基本的にエキサイトバイクと同じだが、登場人物がマリオシリーズのキャラクターに差し替えられている。また、アイテムの追加や、プレイヤーキャラの選択が可能になった、決勝レース終了後にミニゲームが出来るようになった等のいくつかの追加要素がある。
- エキサイトバイク64（2000年）
- エキサイトバイク ワールドレース（2009年）

## 関連文献
エキサイトバイク/アイスクライマー. ゲーム必勝法シリーズ. 勁文社